# Frank Kaminsky
Frank Kaminsky, właśc. Francis Stanley Kaminsky III (ur. 4 kwietnia 1993 w Lisle) – amerykański koszykarz, występujący na pozycjach skrzydłowego oraz środkowego, od 2023 zawodnik Partizana Belgrad.

## Kariera sportowa
17 lipca 2019 został zawodnikiem Phoenix Suns.
30 listopada 2020 dołączył do Sacramento Kings. 19 grudnia opuścił klub. 21 grudnia 2020 zawarł umowę z Phoenix Suns. 7 kwietnia 2022 został zwolniony. 12 lipca 2022 został zawodnikiem Atlanty Hawks. 9 lutego 2023 trafił do Houston Rockets w wyniku transferu.
17 sierpnia 2023 podpisał kontrakt z serbskim Partizanem Belgrad.

## Osiągnięcia
Stan na 13 października 2023, na podstawie, o ile nie zaznaczono inaczej.
NCAA
- Wicemistrz NCAA (2015)[11]
- Zaliczony do:
  - I składu:
    - All-American (2015)
    - Big Ten (2014, 2015)
    - turnieju:
      - Big Ten (2015)
      - NCAA Final Four (2015)[12]
      - Battle 4 Atlantis (2015)
- Zawodnik Roku:
  - im. Naismitha (2015)[13]
  - im. Johna R. Woodena (2015)[14]
  - według:
    - National Association of Basketball Coaches (2015)[15]
    - Associated Press (2015)[16]
    - Sporting News (2015)[17]
    - USA Today (2015)
    - Basketball Times (2015)

  - Konferencji Big 10 (2015)[18]
- MVP turnieju Battle 4 Atlantis (2015)
- Most Outstanding Player (MOP=MVP) turnieju:
  - Big Ten (2015)[19]
  - West Regional (2014)
- Laureat nagrody:
  - Oscar Robertson Trophy (2015 – USBWA)[20]
  - Adolph Rupp Trophy (2015)[21]
  - Kareem Abdul-Jabbar Center of the Year Award (2015)[22]
  - Sportowiec Roku Uniwersytetu Wisconsin (2015)
- Drużyna Wisconsin Badgers zastrzegła należący do niego numer 44

NBA
- Wicemistrz NBA (2021)[23]
- Uczestnik Rising Stars Challenge (2017)[24]